# Гіхон
Гіхон (івр. עין אום א-דרג', араб. نبع أم الدرج) — єдине джерело в Єрусалимі, яке не висихає протягом року. Згадане у Біблії. Джерело б'є у гроті підніжжя гори Офел між Містом Давида та Кедронською долиною.

## Розташування
Вода з джерела Гіхона впадає у Сілоамську купіль, що знаходиться у південній частині Міста Давида, яка у свою чергу забезпечує (частково) місто питною водою. Система підземних тунелів, збудованих за часів царя Єзекії (727—698 рр. до н. е.), разом з джерелом Гіхон та Сілоамською купелю утворюють археологічний парк. Окрім тунелів Єзекії виявлені ще дві системи каналів бронзової доби, що відводили воду з джерела.
За Біблією вже у 1000 р. до н. е. цар Давид при облозі Єрусалиму зайняв джерело Гіхон. Під загрозою захоплення та облоги міста під час походів Сін-аххе-еріба у 701 році (за часів юдейського царя Єзекії) було побудовано систему каналів бл. 500 м довжиною, для забезпечення міста водою з джерела Гіхон, яке знаходилося у той час поза мурами міста.

## Релігійне значення
Для юдеїв вода з джерела Гіхон має важливе значення, тому що біля нього помазано Соломона на царя Ізраїлю: 
|  | Тоді священик Цадок, пророк Натан, Беная, син Єгояди, вкупі з керетіями й пелетіями, посадивши Соломона на мула царя Давида, спустились і повезли його в Гіхон. Священик Цадок узяв рога з миром із намету та й помазав Соломона. І засурмили, і ввесь народ кликав: «Нехай живе цар Соломон!» |

## Інші значення
- Одна з річок Едему: «Ім'я другої річки — Гіхон; вона обтікає ввесь Куш-край.[2]»
- Джерело Гіхон християни називають «Джерелом Діви Марії», а мусульмани «Джерело Матері сходів».